# طاهر برزگر تکمه‌داش
طاهر برزگر تکمه‌داش (زادهٔ ۱۳۳۴ در تبریز) نمایندهٔ حوزهٔ انتخابیهٔ بستان‌آباد در دورهٔ پنجم مجلس شورای اسلامی بوده‌است.